# Godwinov zakon
Gódwinov zákon (izgovor: godvinov z.) ali Godwinovo pravilo o prilikovanju z nacizmom je šaljivo opažanje Mikea Godwina o razpravah na svetovnem spletu, ki je bilo objavljeno leta 1990. 
| “             | Matematična verjetnost, da bo v spletni razpravi vključena primerjava z nacizmom ali Hitlerjem, se z dolžino razprave približuje 1. | ” |
| —Mike Godwin, | |   |

Drugače povedano: v dolgih spletnih razpravah bo prej ali slej kdo uporabil primerjavo osebe s Hitlerjem ali z ravnanjem nacistov. Godwinov zakon se ne opredeljuje do tega, ali je primerjava z Adolfom Hitlerjem ali nacisti primerna, ampak le trdi, da se bo v daljši razpravi slej kot prej pojavil kdo, ki bo tako primerjavo izrazil.
Po eni od izpeljank, ki so jo prevzeli na številnih spletnih forumih, se ob prvi primerjavi s Hitlerjem ali nacizmom debata konča, tisti, ki jo je uporabil, pa je izgubil. Tej izpeljanki pogosto zmotno pravijo kar Godwinov zakon.